# Mola (textiel)

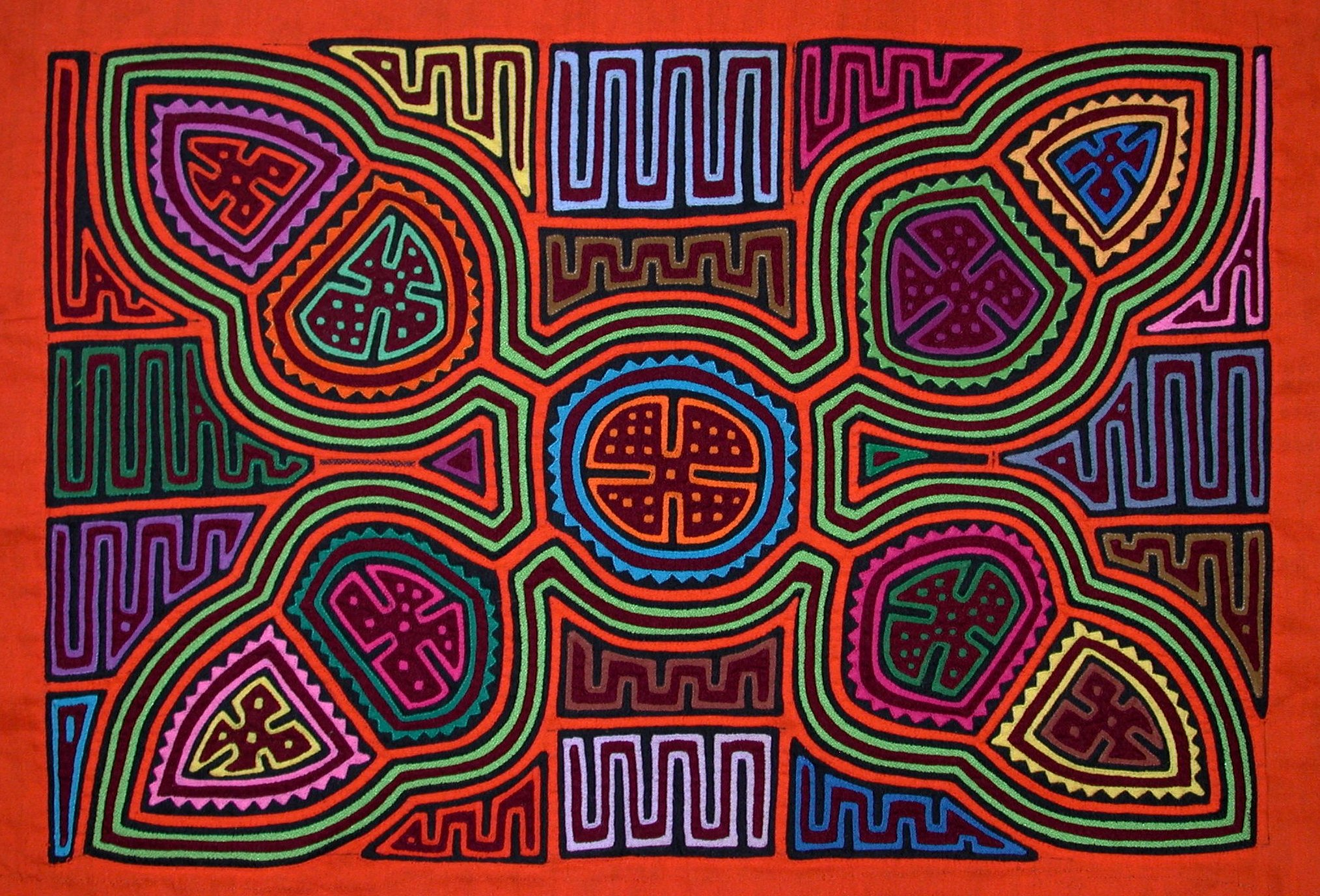
Een traditionele mola

Een mola is een speciaal, kleurig textielontwerp afkomstig van de Kuna-indianen uit Panama in Centraal-Amerika. Op het textiel zijn organische vormen aangebracht die lijken op geometrische ontwerpen. De mola is een van de meest herkenbare symbolen van de Kunacultuur (Cunaité). De meerderheid van de vrouwelijke Kuna-indianen, ongeacht de leeftijd, draagt mola's.
In het Kuna betekent 'mola' shirt of kleding.

## Geschiedenis
De mola's zijn gebaseerd op schilderingen op het lichaam (bodypainting). Vanaf de kolonisatie door Spanje begon de Kuna deze schilderingen geabstraheerd over te zetten op katoenen doeken. Tegenwoordig is er vrijwel geen sprake meer van bodypainting bij de Kuna-indianen, op een enkele smalle streep bij de neus na. Waar bij de mola's eerst op katoen werd geschilderd, werd later gebruikgemaakt van de appliquétechniek, waarbij verschillende lagen textiel over elkaar liggen.
Hoe oud de traditie van mola's precies is is niet bekend, maar de oudste mola's worden geschat tussen de 150 en 170 jaar. In de loop der jaren zijn de designs van de mola's veranderd, maar ze blijven uniek.
Hoewel de mola's als hét symbool worden gezien voor de hele Kunacultuur, zijn deze textielstukken weinig beschreven. Dit komt waarschijnlijk doordat de mola's alleen door de vrouwen worden gedragen, en vrijwel alle intellectuele Kuna-indianen en cultuurstudenten mannelijk zijn. Daarnaast hebben Kuna-indianen die zich bezighouden met etnografie vaak weinig kennis van naaiwerk.

## Handel

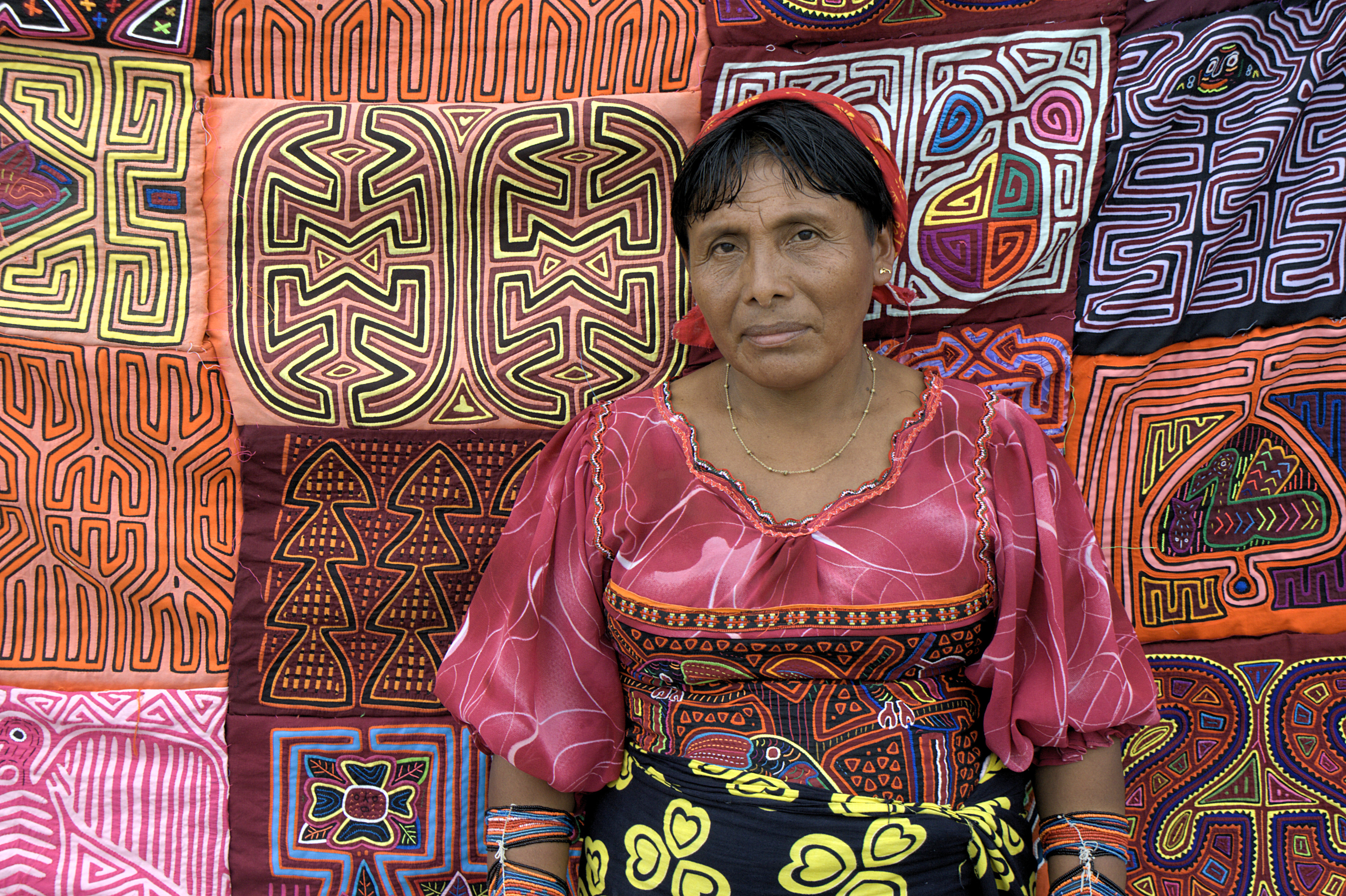
Een Kuna-vrouw verkoopt mola's in Panama-Stad

Tussen 1940 en 1950 trok het toerisme in onder meer dit gebied sterk aan, waardoor de internationale handel in mola's begon. Het grootste deel van de vrouwen handelt nog altijd in de mola's; ze maken ze en verkopen ze aan toeristen. Volgens sommige vrouwen is dit de enige mogelijkheid om te overleven en het eten en de scholing van hun kinderen te betalen.
In de beschaafde wereld waren mola's niet meer direct herkenbaar voor de Kuna-indianen, maar symboliseerden ze meer het primitieve vakmanschap, en dat de analfabetische mensen ook kunst hebben die kleurrijk, ingewikkeld en bovenal ook aantrekkelijk is.